# Юкка-хаус

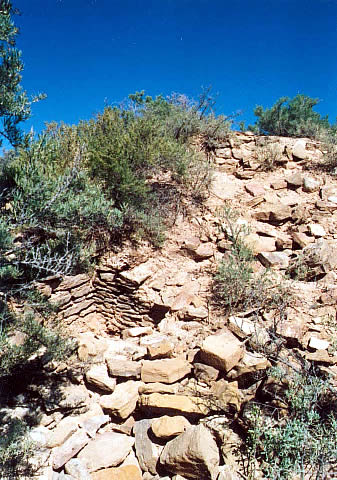
Руины поселения древних пуэбло (культура анасази) в Юкка-хаусе

Национальный монумент Юкка-хаус (англ. Yucca House National Monument) — археологический памятник культуры анасази. Находится на юго-западе американского штата Колорадо, между населёнными пунктами Товаок и Кортес. Президент США Вудро Вильсон причислил его к национальным памятникам 19 декабря 1919 года, после того как 2 июля того года владелец подарил государству 3,8 гектара земли, на которых он расположен. К памятнику ведёт пешеходная тропа, идущая в гору. До 2007 г. у памятника не существовало специальной туристской инфраструктуры. Памятник находится под управлением администрации национального парка Меса-Верде; кроме того, здесь постоянно присутствуют представители Службы национальных парков.
Поселение культуры анасази, существовавшее здесь, было населено в период 900—1300 гг. и находилось на пересечении ряда важных доисторических дорог.